# フランツ・シュミットバーガー

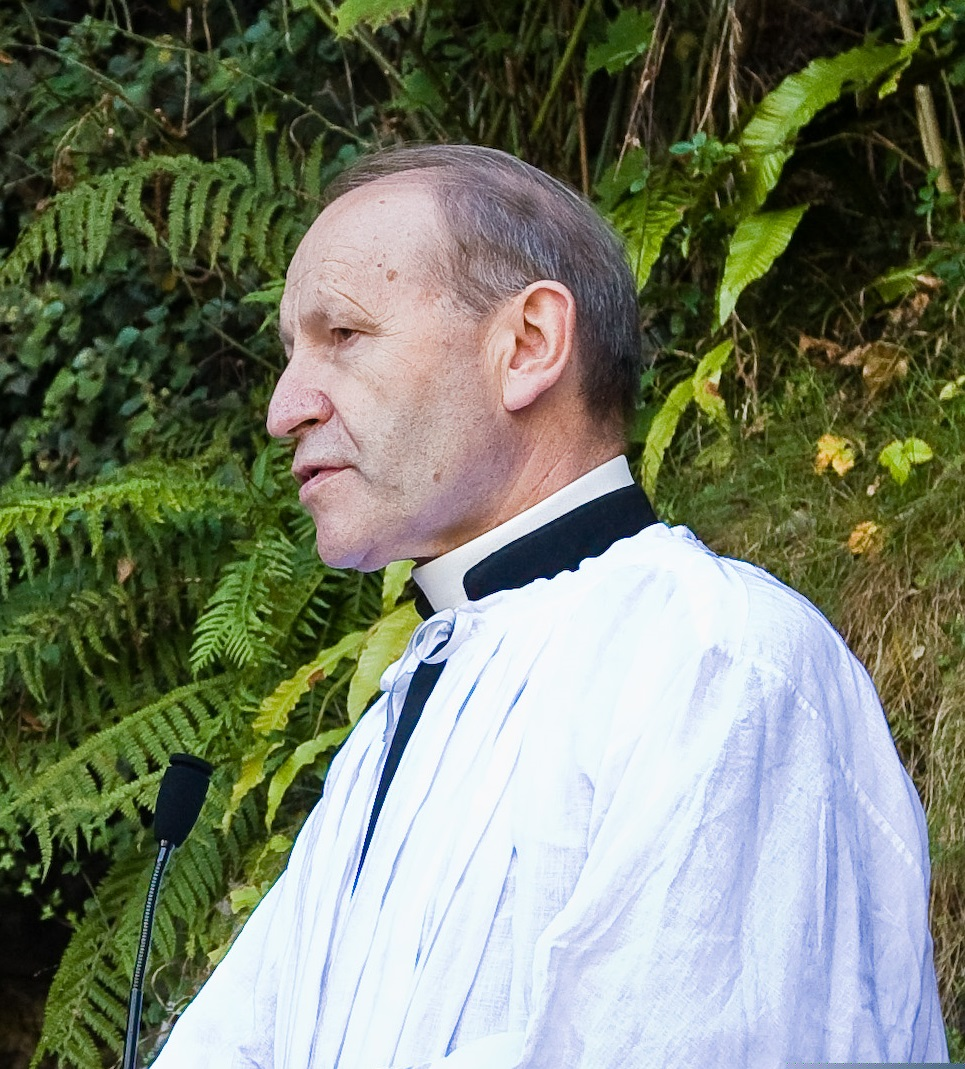
フランツ・シュミットバーガー、ルルド (フランス)、2008

フランツ・シュミットバーガー (Franz Schmidberger FSSPX, 1946年10月19日 - )は、マルセル・ルフェーブル大司教によって創設された、聖ピオ十世会(SSPX)の司祭である。

## 来歴
1972年にミュンヘン大学数学科を卒業し、同年Écôneの神学校に入り、同所で1975年12月8日に司祭に叙階された。この後、彼はSSPXのドイツ語話者用の初の神学校である、Weissbad神学校にて教えた。
1978年に、シュミットバーガーはルフェーブル大司教の命を受けてドイツのツァイツコーフェンに神学校を設立し、1979年よりドイツ管区長に任ぜられた。
ルフェーブル大司教の司教総代理を経て、1982年、シュミットバーガーは聖ピオ十世会総長に任ぜられた。1994年、総長職はベルナール・フェレー司教に継承された。その後、シュミットバーガーは 1st General Assistant (1994-2006)、オーストリア (1996-2000) および再度ドイツ管区長(2006-2013) 、ツァイツコーフェン神学校の長 (2003-2005 および 2013-2020) を歴任した。
フェレーおよびシュミットバーガーは、Campos precedent に基づくローマとの和解を支持する派閥に属すると言われており、これは他のSSPX司教たちによって反対されていると伝えられる。
2008年10月にドイツのカトリック司教らに宛てた手紙で、シュミットバーガーは、教皇ヨハネ・パウロ2世がユダヤ人をして「我らの信仰の兄 ("our older brothers in the faith")」とする記述を拒絶し、「キリストの神性と洗礼を公言することによって先祖の罪から距離を置かない限り、彼らはキリスト殺しの共犯者である ("for as long as they do not distance themselves from their forefathers' guilt through the avowal of Christ's divinity and baptism, they are complicit in the deicide")」と宣言した。